# Фредрік Рамм
Фредрік Рамм (11 березня 1892 — 15 листопада 1943) — норвезький журналіст, мандрівник та дослідник.

## Особисте життя
Народився в Осло у сім'ї головного лікаря Фредріка Рамма та Ганни Маргарети Брінхманн. Він був племінником однієї з перших лікарок Луїзи Валі Рамм та письменниці Мінди Рамм, одруженої з Гансом Кінком. Він також був далеким родичем Ніколая Рамма Остґаарда.
1917 року він одружився з Євою Вітх, оселившись у Віндерені. Їхній син Фредрік Рамм-молодший став директором Норвезьких пивоварів.

## Кар'єра
Середню освіту Рамм отримав у 1910 році. Він був журналістом у Verdens Gang з 1915 р. та в Morgenbladet з 1917 р., паризьким кореспондентом Verdens Gang, Politiken та Stockholms-Tidningen з 1919 по 1921 рік та журналістом у Tidens Tegn 1921 р. Після участі в експедиції до Північного полюса Руаля Амундсена, з 1928 року він став редактором новин у Morgenbladet. Він також написав одну главу в книзі Амундсена На 88° північної широти.
Рамм також написав памфлети En forsvarsbrochure в 1915 році і Ruhr-aksjonen в 1925 році. Він особливо відомий статтею «En skitten strøm flyter over landet» («Брудний потік тече по країні») 28 жовтня 1931 р., участю в конкурсі письменників Gyldendal Norsk Forlag 1931 року. Рамм бачив учасників цього змагання зараженими фрейдизмом. Він особливо схвалював переможця, радикального письменника-інтелектуала Сіґурда Гуля, а також Ганса Бекера Фюрста, Рольфа Стенерсена та Каро Еспесета. Разом з такими людьми, як Рональд Фенген Рамм брав участь у Оксфордській групі.
Він отримав медаль Італійського географічного товариства і був відзначений як лицар першого ступеня ордена Святого Олафа, лицар італійського ордена Корони та офіцер ордена Академічних пальм у Франції.

## Смерть
Під час окупації Норвегії нацистською Німеччиною Рамма кілька разів заарештовували. З червня по липень 1940 року він утримувався у Меллергаті 19. Потім його заарештували у вересні 1941 року після молочного страйку разом з колегою Олафом Джерльовом. Його ув'язнили в концтаборі Гріні та фортеці Акерсхус, перш ніж перевезти до Німеччини. У жовтні 1941 р. його перевели до Фульсбюттеля (Гамбург). Після хвороби він отримав дозвіл повернутися додому в листопаді 1943 року, але помер у Данії на зворотній дорозі.